# Антистрофа
Антистрофа́ (грец. αντιστροφη  — поворот назад) — в античній хоровій ліриці — парна строфа, що за своєю метричною структурою відповідала непарній; вони часто перемежовувалися або замикалися еподами — власне частиною хорової партії, наділеною відмінним ритмом.
Таку тріаду ввів до грецької трагедії Стесіхор на межі VII-VI ст. до н. е., модернізувавши поетичну традицію Алкмана із Сард (7 ст. до н. е.), автора гімнів, пеанів, гіпорхем та пісень до дівочих хорів-парфеніїв. Антистрофа супроводила рух хору на кону античного театру зліва направо, до сонячного сходу, тоді як дії пов'язані зі строфою, відбувалися навпаки. Широко використовувалася ця форма у драмах Есхіла («Прометей закутий»), Софокла («Електра», «Цар Едіп») та інших.
Поділ на строфи та антистрофи не часто спостерігається в українській поезії, як наприклад, у незакінченій драматичній поемі Лесі Українки «Іфігенія в Тавріді», у циклі «Псалми» П. Карманського та інших, тому особливою подією слід вважати збірку П. Тичини «Замість сонетів і октав», композиційно розбудовану за принципом строфи та антистрофи (звичайно, без еподів).